# Гильберт, Луис Вольф
Луис Вольф Гильберт (31 августа 1886, Одесса — 12 июля 1970, Лос-Анджелес) — американский композитор.

## Биография
Родился в Одессе. Переехал в США будучи молодым человеком. В 1915 году Л. В. Гильберт приезжает в Голливуд и начинает работать для кинематографа, теле- и радиопрограмм, включая шоу Эдди Кантора. Автор лирической музыки для популярных детских телевизионных вестернов.

## Песни
- 1912 Waiting For The Robert E. Lee (m. Lewis F. Muir)
- 1912 Hitchy-Koo (m. Lewis F. Muir & Maurice Abrahams r. Collins & Harlan)
- 1912 Ragging The Baby To Sleep (m. Lewis F. Muir)
- 1912 Take Me To That Swanee Shore (m. Lewis F. Muir)
- 1914 By Heck (m. S. R. Henry)
- 1914 She’s Dancing Her Heart Away (m. Kerry Mills)
- 1915 My Sweet Adair (m. Anatole Friedland)
- 1916 My Hawaiian Sunrise (m. Carey Morgan r. Henry Burr & Albert C. Campbell)
- 1917 Are You From Heaven? (m. Anatole Friedland)
- 1917 Lily Of The Valley (m. Anatole Friedland)
- 1921 Down Yonder
- 1924 O, Katharina (m. Richard Fall)
- 1925 Don’t Wake Me Up, Let Me Dream (m. Mabel Wayne)
- 1925 I Miss My Swiss (m. Abel Baer)
- 1926 Hello, Aloha, How Are You? (m. Abel Baer)
- 1928 Are You Thinking Of Me Tonight? (m. Harry Akst & Benny Davis r. Al Bowlly with John Abriani’s Six)
- 1928 Ramona (m. Mabel Wayne r. Whispering Jack Smith and Gene Austin)
- 1931 in music «Marta» (m. Moises Simons) r. (Arthur Tracy, The Street Singer)